# The Cincinnati Enquirer
Cincinnati Enquirer este un cotidian de dimineață, publicat de Gannett Company din Cincinnati, Ohio, Statele Unite ale Americii. Publicat pentru prima oară în 1841, Enquirer este ultimul cotidian rămas din Greater Cincinnati și Northern Kentucky, deși cotidianul Journal-News concurează cu Enquirer în suburbiile nordice. Enquirer are cel mai mare tiraj dintre toate publicațiile din zona metropolitană a orașului Cincinnati. O ediție locală zilnică pentru Northern Kentucky este publicată sub numele Kentucky Enquirer.
Pe lângă Cincinnati Enquirer și Kentucky Enquirer, Gannett publică o varietate de periodice tipărite și electronice la Cincinnati, inclusiv 16 săptămânale Community Press, 10 săptămânale Community Recorder și revista OurTown. Enquirer este disponibil on-line pe situl Cincinnati.com.

## Istoric

### Primii ani

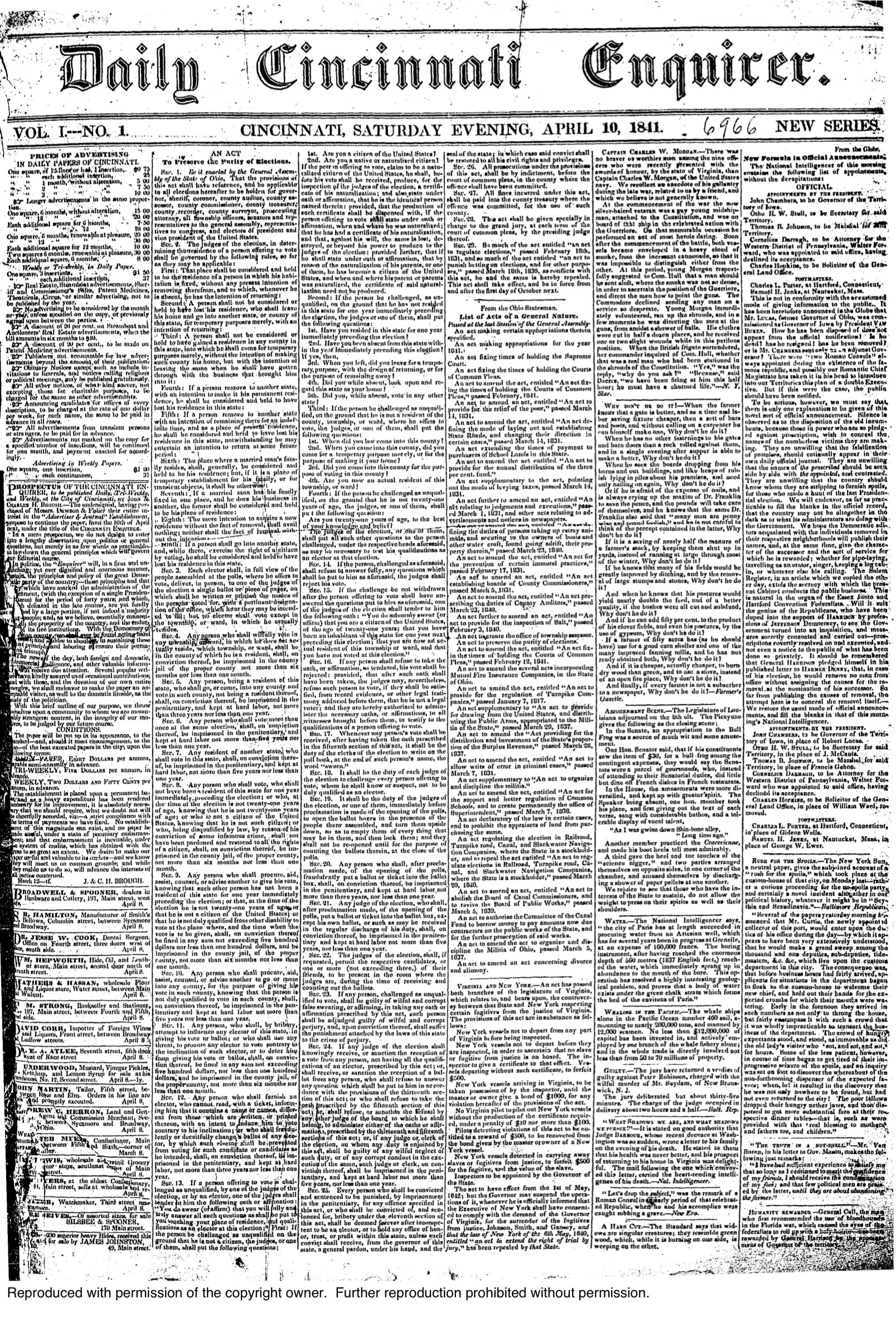
Primul număr al Daily Cincinnati Enquirer.

Predecesorul lui Enquirer a fost Phoenix, editat de Moses Dawson încă din 1828. El a devenit mai târziu Commercial Advertiser și în 1838 Cincinnati Advertiser and Journal. În acea perioadă în care John și Charles Brough l-au achiziționat și l-au redenumit Daily Cincinnati Enquirer, el era considerat un ziar de referință pentru oraș. Primul număr al Enquirer, pe 10 aprilie 1841, a constat din „doar patru pagini de text care era, uneori, la fel de urât în ton așa cum a fost în aparență”. El și-a declarat ferm sprijinul pentru Partidul Democrat, spre deosebire de cele trei ziare ale Partidului Whig și de cele două ziare aparent independente aflate atunci în circulație. O ediție prescurtată pentru fermierii din regiune, Weekly Cincinnati Enquirer, a început să apară pe 14 aprilie și va continua până pe 25 noiembrie 1843 ca The Cincinnati Weekly Enquirer.
În noiembrie 1843 Enquirer a fuzionat cu Daily Morning Message pentru a deveni Enquirer and Message (Daily Enquirer and Message și-a început apariția în mai 1844). În ianuarie 1845 ziarul a eliminat Message din numele său, devenind The Cincinnati Daily Enquirer. În cele din urmă, în mai 1849, ziarul a devenit The Cincinnati Enquirer. Pe 20 aprilie 1848, Enquirer a devenit unul dintre primele ziare din Statele Unite care a publicat o ediție de duminică.

### Proprietatea lui McLean
În 1844, James J. Faran a achiziționat mai multe acțiuni ale Enquirer. În 1848, Washington McLean și fratele său S. B. Wiley McLean au dobândit acțiuni la Enquirer.

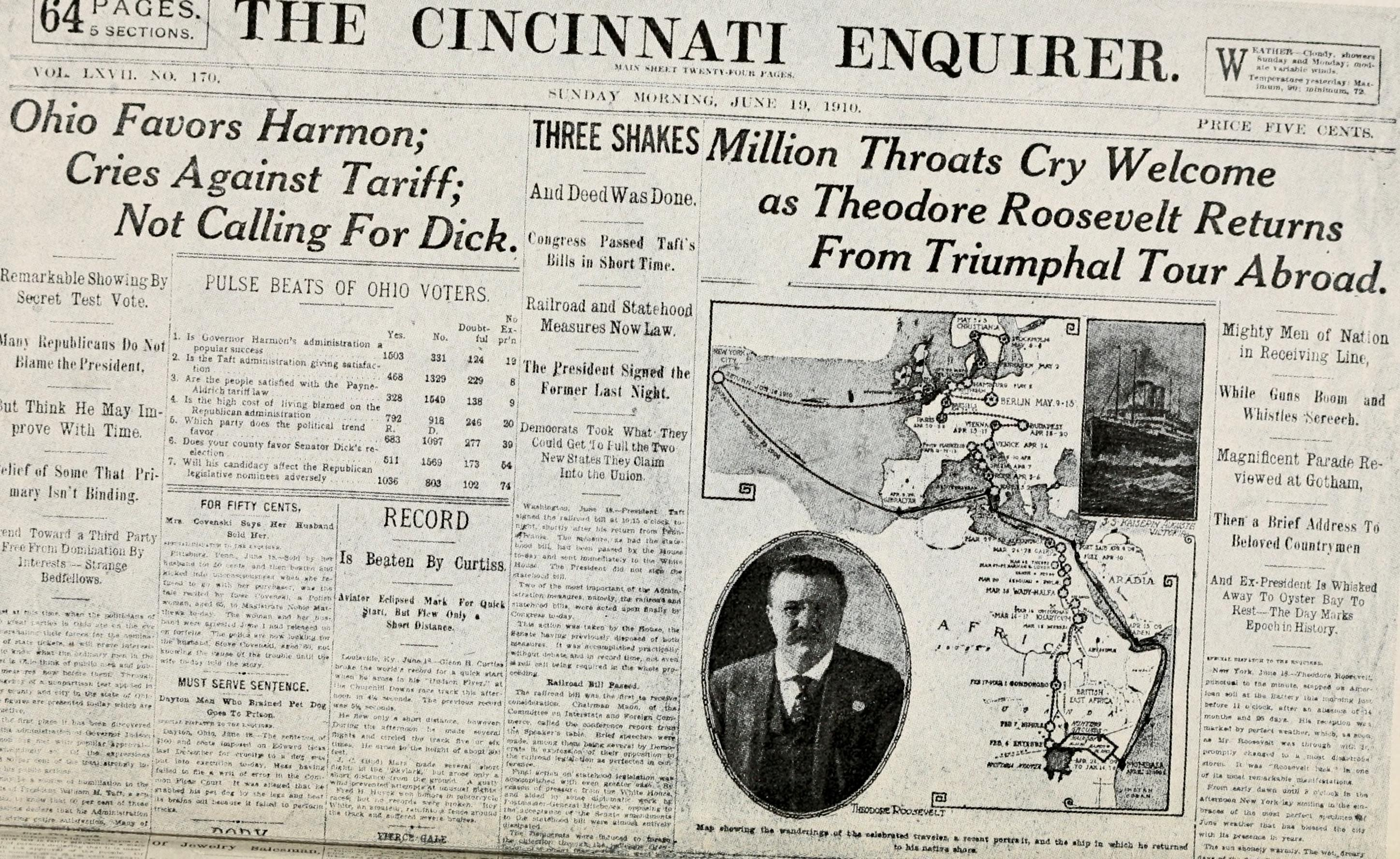
Prima pagină a ziarului Enquirer, 19 iunie 1910. Titlul Un titlu începe cu "Trei shake-uri" este tipic de Enquirer's stil în această perioadă.

În anii 1910, Enquirer a fost cunoscut pentru titlurile sale scrise într-un stil care atrăgea atenția în care cuvintele individuale sau frazele erau scrise în cascadă pe verticală, începând cu un singur cuvânt scris cu caractere mari. Potrivit unui manual din 1912 despre tipărirea ziarelor, „Enquirer a tipărit unele capodopere cu un stil maiestuos, care este cel mai artistic; dar există puține ziare care-l pot imita cu succes.” În anii 1930 și 1940, Enquirer a fost cunoscut prin stilul său de tipărire. inovator și distinct.
Pe la sfârșitul anilor 1940, vânzările ziarului Enquirer, ultimul cotidian de dimineață din Cincinnati, au crescut dramatic, alimentate în parte de succesul monopolului său cu privire la aparițiile duminicale; între timp, The Cincinnati Post și mai ales The Cincinnati Times-Star s-au confruntat cu o scădere pe piața ziarelor de după-amiază.

## Persoane notabile
Angajați actuali:
- Amber Hunt  –  autor de articole pe teme criminalistice

Colaboratori actualii:
- Jim Borgman  –  desenator editorial câștigator al Premiului Pulitzer[14][15]
- Lawson Wulsin  –  profesor de psihiatrie și istoria medicinii

Foști angajați și colaboratori:
- Lee Allen - istoric al baseball-ului
- Roy Beck - activist pe probleme de imigrație
- O. P. Caylor - jurnalist pe teme de baseball
- George Randolph Chester - scriitor
- James M. Cox - guvernator de Ohio, membru al Camerei Reprezentanților din SUA și candidat la președinția SUA
- Harry M. Daugherty - procuror general al SUA
- Timothy C. Day - membru al Camerei Reprezentanților din SUA
- Jerry Dowling - desenator
- James W. Faulkner - jurnalist pe teme politice
- Suzanne Fournier - director pentru afaceri publice al U.S. Army Corps of Engineers
- Michael Gallagher - jurnalist de investigație
- Sloane Gordon - jurnalist pe teme politice
- Murat Halstead - redactor
- Lafcadio Hearn - scriitor
- Rudolph K. Hynicka - politician din Cincinnati afiliat cu Boss Cox
- Peter King - jurnalist pe teme sportive
- Winsor McCay - desenator și animator
- Robert D. McFadden  –  jurnalist
- John McIntyre - redactor
- Charles Murphy - proprietar al Chicago Cubs
- Terence Moore  - jurnalist sportiv
- David Philipson - rabin reformist și orator
- Jacob J. Rosenthal - director teatral
- Frederick Bushnell „Jack”  Ryder - antrenor de fotbal și jurnalist pe teme sportive
- Al Schottelkotte - prezentator de știri la WCPO-TV
- Bill Thomas - publicist
- Whitney Tower - reporter de la cursele de cai

Foștii proprietari și redactori ai Enquirer:
- Francis L. Dale  –  redactor
- James J. Faran  –  proprietar și editor asociat; membru în Camera Reprezentanților din SUA
- William J. Keating  –  CEO și redactor; membru în Camera Reprezentanților din SUA
- Carl Lindner Jr.  –  proprietar
- John Roll McLean  –  redactor
- Washington McLean  –  proprietar
- Carolyn Washburn  –  redactor